# مارثا فينلي
مارثا فينلي (بالإنجليزية: Martha Finley)‏ (26 أبريل 1828، تشيليكوث في الولايات المتحدة - 30 يناير 1909، إلكتون في الولايات المتحدة)؛ كاتِبة مُتخصِّصة في أدب الأطفال وروائية أمريكية.

## روابط خارجية
- مارثا فينلي على موقع الموسوعة البريطانية (الإنجليزية)